# Іпсвіч (Массачусетс)
Іпсвіч (англ. Ipswich) — місто (англ. town) в США, в окрузі Ессекс штату Массачусетс. Населення — 13 785 осіб (2020).

## Демографія
Згідно з переписом 2010 року, у місті мешкало 13 175 осіб у 5462 домогосподарствах у складі 3557 родин. Було 6007 помешкань
Расовий склад населення:
| - 95,9 % — білих - 1,3 % — азіатів - 0,5 % — чорних або афроамериканців - 0,2 % — корінних американців |

До двох чи більше рас належало 1,4 %. Частка іспаномовних становила 1,8 % від усіх жителів.
За віковим діапазоном населення розподілялося таким чином: 21,1 % — особи молодші 18 років, 61,1 % — особи у віці 18—64 років, 17,8 % — особи у віці 65 років та старші. Медіана віку мешканця становила 46,6 року. На 100 осіб жіночої статі у місті припадало 90,9 чоловіків;  на 100 жінок у віці від 18 років та старших — 88,9 чоловіків також старших 18 років.
Середній дохід на одне домашнє господарство  становив 108 783 долари США (медіана — 80 829), а середній дохід на одну сім'ю — 134 270 доларів (медіана — 105 371). Медіана доходів становила 73 160 доларів для чоловіків та 56 921 долар для жінок. За межею бідності перебувало 7,1 % осіб, у тому числі 7,2 % дітей у віці до 18 років та 7,2 % осіб у віці 65 років та старших.
Цивільне працевлаштоване населення становило 7343 особи. Основні галузі зайнятості: освіта, охорона здоров'я та соціальна допомога — 25,4 %, науковці, спеціалісти, менеджери — 12,9 %, роздрібна торгівля — 9,2 %, виробництво — 8,8 %.